# Gonolobus inaequalis
Gonolobus inaequalis är en oleanderväxtart som beskrevs av Louis Otho Otto Williams. Gonolobus inaequalis ingår i släktet Gonolobus och familjen oleanderväxter. Inga underarter finns listade i Catalogue of Life.